# 화이트 스콜
《화이트 스콜》(White Squall)은 미국에서 제작된 리들리 스콧 감독의 1996년 모험, 드라마 영화이다. 제프 브리지스 등이 주연으로 출연하였고 미미 폴크 기틀린 등이 제작에 참여하였다.

## 출연

### 주연
- 제프 브리지스

### 조연
- 캐롤라인 구덜
- 존 세비지
- 스콧 울프
- 제레미 시스토
- 에단 엠브리
- 발타자 게티

## 기타
- 공동제작: 토드 로빈슨
- 공동제작: 나이젤 울
- 협력프로듀서: 테리 니드험
- 미술: 피터 J. 햄프톤
- 미술: 레슬리 톰킨스
- 특수효과: 조스 윌리엄스
- 의상: 주디아나 마코브스키
- 배역: 루이스 디 지아이모

## 한국판 성우진(MBC)
- 김관철 - 샐던 선장 (제프 브리지스)
- 김영선 - 척 (스콧 울프)
- 박영희 - 앨리스 (캐롤라인 구돌)
- 안지환 - 맥크레이 (존 세비지)
- 최원형 - 프랭크 (제레미 시스토)
- 한규희
- 김용식
- 홍승옥
- 박조호
- 안종덕
- 이진홍
- 김호성
- 최석필
- 송준석
- 이상범